# Leptocera frosti
Leptocera frosti är en tvåvingeart som beskrevs av Johnson 1915. Leptocera frosti ingår i släktet Leptocera och familjen hoppflugor. Inga underarter finns listade i Catalogue of Life.